# Anolis laeviventris
Anolis laeviventris (гладкий аноліс) — вид ігуаноподібних ящірок родини анолісових (Dactyloidae). Мешкає в Мексиці і Центральній Америці.

## Поширення і екологія
Гладкі аноліси мешкають в горах Мексики, Гватемали, Гондурасу, Нікарагуа і Коста-Рики. Вони живуть у вологих і сухих тропічних лісах та в сосново-дубових лісах. Зустрічаються на висоті від 900 до 2000 м над рівнем моря.